# Hiroki Tanaka
Hiroki Tanaka (født 25. maj 1991) er en japansk professionel fodboldspiller.
Han har spillet for flere forskellige klubber i sin karriere, herunder Kataller Toyama.